# مقتل سوزان جوفن
كانت سوزان نويل جوفن (26 يناير 1977 _4 ديسمبر 1998) ألمانية النشأة وخريجة أمريكية من جامعة ييل في نيو هيفن بكونيتيكت؛ حيث طعنت بوحشية حتى الموت خارج الحرم الجامعي.وقد عرضت مدينة نيو هيفن وجامعة ييل 150.000 دولارًا مقابل أية معلومات تقود إلى القبض على قاتل جوفن. بقيت القضية مفتوحة وغير محلولة حتى الآن.
تطوعت جوفن بالتدريس في برنامج ييل للمدارس الابتدائية، وقامت بالغناء في كلا من الكورال الجامعي وأوركسترا جمعية باخ، وشاركت في تأسيس النادي الألماني، وعملت في قاعة طعام دافنبورت لمدة ثلاث سنوات.